# Мостытычи
Мосты́тычи (бел. Мастытычы) — деревня в Барановичском районе Брестской области Республика Беларусь. Входит в состав Городищенского сельсовета. Название образовано от фамилии первого владельца деревни - шляхтича Мостытыч. Деревня до средины XIX века именовалась Мостытыч. Упоминается в письменных источниках XVI века. С момента формирования до 1795 года входила в состав фольварка Мостытыч Городищенской парафии Новогрудского повета Новогрудского воеводства Великого Княжества Литовского Речи Посполитой. После  раздела Речи Посполитой (1795) фольварок (деревня) вошла в состав Российской империи в границах Новогрудского уезда вначале Слонимской губернии (с 1795 года), затем Слонимского наместничества (с 1796 года), Литовской губернии (с 12.12.1796 года), с 1801 года Гродненской губернии, с 1843 года в составе Минской губернии. С 1860-х годов деревня Мостытычи относилась к Поручинскому сельскому обществу Городищенской волости 4-го мирового участка. В период 1922 - 1939 годов в составе Второй Речи Посполитой (Межвоенная Польша) в  Городищенской гмине Барановичского повета Новогрудского воеводства. После 17 сентября 1939 года, вследствие присоединения Западной Белоруссии к СССР и воссоединения с БССР по решению руководства СССР 4 декабря 1939 г. деревня Мостытычи вошла в состав Барановичского повета Барановичской области   БССР   СССР.  В 1940 году поветы были упразднены и деревня административно вошла в состав Барановичской области (с 04.12.1939 по 08.01.1954), Городищенского района (с 01.01.1940 по 25.12.1962), Барановичского района (с 1963 по 1991), Душковского сельского совета (с 12.10.1940 по 21.12.1971), Зеленовского сельского совета (с 16.11.1970 по 06.08.1979), Городищенского поселкового совета (с 08.1979 по 1991). С 1991 года Мостытычи в составе Городищенского сельсовета Барановичского района Брестской области Республики Беларусь.
Жители деревни являлись прихожанами Ясенецкой, а с 1783 года Поручинской униатских церквей. С 1840 года и по настоящее время прихожане Поручинской Православной церкви. До начала XX века жители деревни покоились на приходском кладбище в деревне Поручин, а с XX века на деревенском.

## География
Расположена в 24,5 км (29 км по автодорогам) к северу от центра Барановичей, на расстоянии 3,5 км (4 км по автодорогам) к северо-западу от центра сельсовета, городского посёлка Городище, на правом берегу речки Ляховка. На левом берегу есть два кладбища — православное и католическое.
В 500 метрах к востоку от деревни находится устье реки Ляховка, которая впадает в реку Сервеч.

## История
Наиболее ранним документальным упоминанием фольварка Мостытыч на данный момент является 1562 год (Национальный исторический архив Беларуси: «Акты Новогрудского гродского суда. 1787 год», ф.1730, оп.1, д.53, лл.: 47-47об., 56-56об., 85-85об., 142-142об.).  По состоянию 1636 год фольварок Мостытыч принадлежал шляхтичу Яну Полонскому (Национальный исторический архив Беларуси: «Акты Новогрудского гродского суда», ф.1730, оп.1, д.36, лл.: 61 и 934; «Новогрудский земский суд: Книга записей раскладки всеобщего налога с населения и недвижимого имущества (подымная подать) Новогрудского воеводство за разные годы от 1670 по 1685 годы», ф.1774, оп.1, д.139, л.74; Институт истории Польской Академии наук: «Литовская метрика. Подымный реестр Великиго княжества Литовского Новогрудского воеводства. 1690 год». Под редакцией Анджея Рахубы. Варшава. 2002г. л.59).  Во второй половине XVII века фольварок принадлежал Яну Станиславовичу Протасовичу, который по наследству передал его своему сыну. По состоянию на 1683-1690 годы Мостытычи принадлежали Самуилу Яновичу Протасовичу. На тот момент в деревне насчитывалось 13 дымов крестьян (Национальный исторический архив Беларуси: «Новогрудский земский суд: Книга записей раскладки всеобщего налога с населения и недвижимого имущества (подымная подать) Новогрудского воеводство за разные годы от 1670 по 1685 годы», ф.1774, оп.1, д.139, лл.: 44, 44об., 74, 113, 179об., 191, 213, 265). До 1754 года фольварок Мостытычи находился в закладном владении у Яна Незабытовского (Национальный исторический архив Беларуси: «Актовые книги Новогрудского гродского суда.1754 год», ф.1730, оп.1, д.28, лл.: 1090–1090 об.; «Актовые книги Новогрудского гродского суда. 1758 год», ф.1730, оп.1, д.32, лл.: 763-763об.). 17 февраля 1756 года Инвентарь фольварка был зарегистрирован в Магдебурии Новогрудской за новым собственником Александром (Михаилом) Доминиковичем Вайниловичем и его женой Анной (Подолец) (Национальный исторический архив Беларуси: ф.1730, оп.1, д.36, лл.: 61 и 934). 19 марта 1783 года был составлен Инвентарь фольварка Мостытычи перед его продажей Феликсу Михайловичу (Иосифовичу) Малиновскому. Документы на фольварок Мостытычи на Малиновского были оформлены 3 мая 1784 года (Национальный исторический архив Беларуси: «Актовые книги Новогрудского гродского суда. 1784 год», ф.1730, оп.1, д.50, лл.: 136, 136об., 189, 189об., 1091, 1091об., 1101, 1101об., 1552-1553об., 1569-1572об., 1632-1635об.;  ф.1774, оп.1, д.19, лл.: 57-62об.). В 1804 году 13 марта умирает Феликс Михайлович (Иосифович) Малиновский (Национальный исторический архив Беларуси: «Метрические книги Городищенского костела», ф.937, оп.4, д.172, л.10) и фольварок Мостытычи переходит его сыну Александру Феликсовичу Малиновскому по наследству (Национальный исторический архив Беларуси: “Земский суд Новогрудского уезда. Актовые книги. 1804-1805годы”, ф.616, оп.1, д.36, лл.: 586-590об.). После смерти Феликса Михайловича (Иосифовича) Малиновского произошел обмен (продажа) фольварков Мостытычи и Лозовцы. Фольварок Мостытычи перешел к Иосифу Адамовичу Барановичу (зятю) и его жене Елене Баранович (Малиновской), фольварок Лозовцы перешел во владение Александра Феликсовича Малиновского и его маме, - Доминике Григорьевне Малиновской (Национальный исторический архив Беларуси: “Ревизская сказка имения Лозовцы. 7 сентября 1811 года”; “Перепись дымов по фольваркам Новогрудского уезда. 1799 год”, ф.1774, оп.1, д.147, лл.:12, 22). В 1804 году 20 августа фольварок был продан Барановичу Иосифу Адамовичу. 9 сентября 1804 года был составлен инвентарь фольварка, а 25 числа выдан Акт новому владельцу. В 1811 году Иосиф и Елена (Малиновская) Барановичи продали фольварок Мостытычи Казимиру Рдултовскому (Национальный исторический архив Беларуси: “Ревизская сказка 26 декабря 1811 года Литовско-Гродненской губернии Новогрудского уезда имения Мостытычи помещика Кузьмы Хризостоватого сына Рдултовского Графа и маршала Новогородского уезда по покупке от Иосифа Барановича о состоящих мужского пола людях и крестьянах”, ф. 333, оп. 9, д.252, лл.: 90-93).  С 15 марта 1815 года владение имением Мостытычи снова перешло к шляхтичам Барановичам (владели им до 1939 года) и непосредственно к ротмистру Тадеушу (Фаддею) Барталомеевичу Барановичу и его жене Богумиле (Берт) (Национальный исторический архив Беларуси: “Ревизская сказка Новогрудского уезда. 1816 год”, ф.333, оп.9, д.227, л. 473; “Инвентарь имения Мостытычи”, ф.142, оп.1, д.1118).
В годы Первой мировой войны жители деревни были призваны в Русскую Армию: Борисевич Антон Антонович, Борисевич Антон Иванович, Борисевич Иван Антонович, Борисевич Филипп Матвеевич, Вербило Николай Федорович, Жигарь Владимир Семенович, Зайко Александр Андреевич, Зарожный Иосиф Алексеевич, Кудрук Константин Андреевич, Позняк Александр Михайлович, Сергей Викентий Лукьянович, Сергей Терентий Николаевич (погиб), Сергей Онуфрий Иванович (пропал без вести), Чертко Игнатий Максимович (пропал без вести), Чертко Иосиф Яковлевич (награжден Георгиевской медалью за храбрость IV степени), Чертко Константин Леонович.
В годы Второй мировой войны несколько жителей деревни ушло в партизаны:  Сергей Иван Тимофеевич, Сергей Михаил Тимофеевич, Сергей Александр Тимофеевич (погиб в Колдычевском концлагере),Чертко Михаил Константинович, Чертко Иван Леонтьевич. 
Практически все взрослое мужское население деревни было призвано летом 1944 года в Рабоче-Крестьянскую Красную Армию: Борис Александр Семенович (награжден Орденом Отечественной войны II степени), Борис Алексей Григорьевич, Борис Иван Антонович, Борко Петр Иванович (награжден медалью "За отвагу"), Войтко Владимир Алексеевич (награжден Орденом Отечественной войны II степени), Гончар Владимир Иванович (награжден медалью "За отвагу"), Козел Антон Юльянович (награжден Орденом "Отечественной войны II степени", медалями "За отвагу" и "За Победу над Японией", 8 Благодарностями Верховного Главнокомандующего, 5 юбилейными медалями), Кудрук Василий Семенович (погиб), Кудрук Владимир Андреевич, Кудрук Владимир Семенович (погиб), Менча Александр Игнатьевич (погиб при обороне Москвы в 1941 году), Менча Александр Прокофьевич (погиб, награжден медалью "За отвагу"), Менча Михаил Игнатьевич, Сенько Степан Григорьевич (награжден Орденом "Отечественной войны II степени" и медалью "За отвагу"), Сергей Александр Петрович (награжден медалью "За боевые заслуги"), Сергей Владимир Лукьянович (капитан), Сергей Владимир Тимофеевич, Сергей Иван Тимофеевич (награжден Орденом "Отечественной войны II степени" и медалью "Партизан Отечественной войны I степени"), Сергей Михаил Лукьянович (награжден медалью "За отвагу"), Сергей Николай Викентьевич (награжден медалью "За отвагу"), Сергей Петр Петрович, Сергей Яков Константинович (награжден Орденом "Славы III степени" и медалью "За Победу над Германией в Великой Отечественной войне 1941-1945"), Фурса Владимир Константинович (погиб), Фурса Николай Константинович, Чертко Александр Григорьевич (пропал без вести), Чертко Антон Иванович, Чертко Дмитрий Иосифович (воевал в составе Польской Армии в Африке и в Италии), Чертко Иван Леонтьевич (пропал без вести), Чертко Иосиф Григорьевич, Чертко Константин Иванович (награжден медалью "За отвагу"), Чертко Константин Степанович (погиб), Чертко Михаил Константинович, Чертко Николай Николаевич, Чертко Николай Фабианович, Чертко Сергей Константинович, Чертко Федор Федорович (с 1918 года в РККА. Награжден орденами «Ленина», «Красного Знамени», «Красной Звезды», рядом юбилейных медалей. Подполковник) (“Похозяйственные книги деревни Мостытычи Душковского сельского совета Городищенского района за 1944-1945 годы”: ф.998, оп.1, св.1, д.11 (тома: 1-2)); “Похозяйственные книги деревни Мостытычи Душковского сельского совета Городищенского района за 1946-1948 годы”: ф.998, оп.1; сайты: “Память народа”, “Подвиг народа”, «Мемориал»).
В послевоенный период труд ряда жителей деревни был отмечен государственными наградами: Козел (Менча) Раиса Александровна награждена медалью «Ветеран труда», Плюто Иосиф Иосифович награжден Орденом Октябрьской революции, Плюто (Терпицкая) Мария Лукьяновна награждена медалью «Ветеран труда». 
После Второй мировой войны реализовывалась политика по созданию коллективных сельскохозяйственных предприятий. Первая сельскохозяйственная артель (колхоз) из жителей деревни Мостытычи имени Кирова был создан в сентябре 1949 года, с центром в деревне Душковцы. В 1950 году “центр” колхоза перенесли в деревню Зеленая. 23.02.1963 года произошло переименование сельскохозяйственной артели, которая стала называться “Ленинец”. 28.11.1969 предприятие стало называться “Колхоз “Ленинец”. С 17.11.1986 года произошло объединение колхозов “Ленинец” и “Прогресс” и правление колхоза переехало в городской поселок Городище. 31.07.2003 года колхоз “Ленинец” был переименован в сельскохозяйственный производственный кооператив “Сервечский” (по наименованию реки) с расположением правления кооператива в городском поселке Городище. 10.03.2004 года кооператив был реорганизован в ООО “АгроСервисСтандарт”, а 30.04.2019 года общество было присоеденено к агрокомбинату“Мир”с расположением правления в поселке Мир Барановичского района. Руководителями колхозов работали: Чурило, Менча Владимир Профьевич, Гаврученко, Шидловский Ричард Станиславович, Сенько, Радивилов Сергей Владимирович, Сарахман Дмитрий Дмитриевич.
В конце XIX - начала XX веков жители деревни Мостытычи имели возможность обучать детей в церковно-приходской школе при Поручинской Православной церкви. По состоянию на 1878 год при Поручинско-Ясенецкой церквях функционировало два народных училища. В 1884 год при Поручинской церкви была открыта одноклассная церковно-приходская школа («Минские епархиальные ведомости», №9, 01.05.1886 г., лл. 210-212). Народное училище в деревне Мостытычи функционировало с 1909 года. Оно располагалось в доме крестьянина Менча Прокопия Ильича. В 1921 году, когда деревня Мостытычи входила в состав Второй Речи Посполитой (межвоенной Польши), была открыта Мостытычская начальная школа. Школа разместилась в доме крестьянина Сергей Евстафия, а с конца 1920-х годов  в доме Дегиля Ивана. Ее первым заведующим был Михаил Иосифович Олиферко. Позже его место занял Михаил Анатольевич Бабило. В конце двадцатых годов в школе стала работать пани Слизень. Когда в годы Великой Отечественной войны оккупанты начали открывать белорусские школы, то местная подпольная комсомольская ячейка приняла решение о направлении учителем в школу подпольщика Владимира Константиновича Томко. С 1944 по 1951 год заведующей Мостытычской школы работала Гусаковская Анна Ивановна, уроженка Витебщины. С 1951 года Мостытычская начальная школа переросла в семилетку, а директором с 1951 по 1952 год служил Карпович Иван Васильевич. С 1952 по 1960 год директором школы трудился Киеня Николай Трофимович. В 1960 году директором назначен ветеран Великой Отечественной войны Куделко Петр Акимович, который руководил школой до 1970 года. При нем в 1962 году к Мостытычской семилетней школе была присоединена Поручинская начальная школа, преобразована в восьмилетнюю и переведена в деревню Зеленая. В 1971 году школа переименована в Зеленовскую восьмилетнюю школу и сразу же переведена на кабинетную систему. Директорами служили: Шестак Антон Иванович (1971 - 1999 годы); Блюдова Янина Яковлевна (1999 - 2007 годы); Голобурда Нина Николаевна (2007 - 2008 годы); Мушинский Павел Вацлавович (2008 - 2013 годы). В 2013 году школа была закрыта по причине малочисленности учеников.

## Население
Самыми древними фамилиями жителей деревни были: Чертко, Сергей, Войтко, Сапего, Заблоцкий. В 1804 году в ходе обмена фольварками произошел и частичный обмен крестьянами. Так, в фольварок Мостытычи из фольварка Лозовцы, а именно деревни Гердени были переведены семьи (фамилии): Менчи, Кудруки, Борысевичи (позднее стали писаться Борисы). 
По состоянию на 1683-1690 годы в деревне насчитывалось 13 дымов крестьян (Национальный исторический архив Беларуси: «Новогрудский земский суд: Книга записей раскладки всеобщего налога с населения и недвижимого имущества (подымная подать) Новогрудского воеводство за разные годы от 1670 по 1685 годы», ф.1774, оп.1, д.139, лл.: 44, 44об., 74, 113, 179об., 191, 213, 265). По состоянию на 19.03.1783 года в деревне было 12 крестьянских дворов и проживало 57 крестьян и 50 крестьянок (Национальный исторический архив Беларуси: “Актирование инвентаря Мостытычы и фальварка Яловни”, ф.1774, оп.1, д.19). По состоянию на 1795 год в деревне проживало 33 крестьянина и 41 крестьянка (Национальный исторический архив Беларуси: “Ревизская сказка. 1795 год”, ф.333, оп.9, д.141, лл.:76-77об.; ф. 333, оп.9, д.187, лл.: 9-10; “Алфавит имений Новогрудского уезда. 1795”, ф.333, оп.2, д.2189, л.31). По состоянию на 1799 год в деревне Мостытычи было 11 крестьянских дворов и 1 двор огородника (Национальный исторический архив Беларуси: “Перепись дымов по фольваркам Новогрудского уезда. 1799 год”, ф.1774, оп.1, д.147, лл.:12, 22). По состоянию на 1804 год в деревне было 12 крестьянских дворов и проживало 52 крестьянина и 48 крестьянок (Национальный исторический архив Беларуси: “Инвентарь фольварка Мостытычи за 12.09.1804 года”, ф.616, оп.1, д.36). По состоянию на 1811 год в деревне было 14 крестьянских дворов и проживало 37 мужских душ крестьян (Национальный исторический архив Беларуси: «Ревизские сказки за 1811 год», ф.333, оп.9, д.252, лл. 90-92об.; «Алфавит имений Новогрудского уезда. 1811 год», ф.333, оп.2, д.2188, л.39об.). По состоянию на 1815 год в деревне было 14 крестьянских дворов и проживало 44 крестьянина и 44 крестьянки (Национальный исторический архив Беларуси: “Инвентарь имения Мостытычи”, ф.142, оп.1, д.1118). По состоянию на 1816 год в деревне проживало 37 крестьян и 34 крестьянки (Национальный исторический архив Беларуси: «Алфавит имений Новогрудского уезда. 1816 год», ф.441, оп.3, д.1, л.10; «Алфавит имений Новогрудского уезда. 1816 год», ф.333, оп.2, д. 2186;“Алфавит имений Новогрудского уезда по результатам 7-й ревизии 1816 года, с учетом уточнений в 1827 году”, ф.333, оп.2, д.2187, л.53). По состоянию на 1834 год в деревне было 16 крестьянских дворов и проживало 51 крестьянин и 51 крестьянка (Национальный исторический архив Беларуси: «Ревизская сказка имения и деревни Мостытычи помещиков Антона, Франца, Леонарда и Александра Фадеевичей Барановичей», ф.333, оп.9, д.331, л. 206; ф. 333, оп.9, д.327, лл. 333-340; “Алфавит владельцев имений Новогрудского уезда по состоянию на 1834 год”, ф.333, оп.2, д.642, л.25об.; “Алфавит деревень Новогрудского уезда по 8-й ревизии 1834 года”, ф.333, оп.2, д.644, л.21). По состоянию на 1844 год в деревне проживал 41 крестьянин мужского пола (Национальный исторический архив Беларуси: “Инвентарь имения Мостытычи”, ф.142, оп.1, д.1118).  По состоянию на 1850 год в деревне было 16 крестьянских дворов и проживало 54 крестьянина и 64 крестьянки (Национальный исторический архив Беларуси: «Ревизская сказка имения Мостытычи за 1850 год», ф.333, оп.9, д.426, лл.: 126-134).  По состоянию на 1851 год в имении проживало 6 дворовых душ, а в деревне 64 мужских души (Национальный исторический архив Беларуси: «Окладная книга о числе поселян в помещичьих имениях Новогрудского уезда», ф.333, оп.3, д.1820, л.26об.).  По состоянию на 30.09.1854 года в деревне проживало 54 крестьянина мужского пола (Национальный исторический архив Беларуси: «Список землевладельцев Минской губернии», ф.320, оп.1, д.331, л..23). В 1857 году в деревне проживало 199 человек (скорее всего допущена статистическая ошибка), являвшихся прихожанами Православной Поручинской Покровской церкви и 19 человек (обоего пола, проживавших во дворе имения помещика Барановича), являвшихся прихожанами Городищенского костела (Российский государственный исторический архив: «Списки населенных мест Минской губернии по уездам, приходам, еврейским обществам со сведениями об их расположении и народонаселении. 1857 год», ф. 1290, оп. 4, д. 79, лл. 551, 418).  В 1858 году в деревне проживало 63 крестьянина и 63 крестьянки, а также 2 крестьянки в числе дворовых (Национальный исторический архив Беларуси: «Алфавит имений Новогрудского уезда по результатам ревизии 1858г.», ф.333, оп.2, д.2129, л.20; «Алфавит по волостям Новогрудского уезда. 1878 год», ф.333, оп.2, д.2133, л.100; «Окладная книга о числе поселян имений помещичьих. Новогрудский уезд. 1915 год”, ф.333, оп.3, д.1819, л.12об.).  В 1862 году в деревне имелось 14 крестьянских хозяйств (по состоянию на 10.07.1869 - 17) и проживало 63 крестьянина мужского пола (Национальный исторический архив Беларуси: «Уставная грамота имения Мостытычи»,  ф. 242, оп. 2, ед.х.613).  В 1889 году в деревне было 29 дворов и проживало 200 жителей («Города и деревни Беларуси: Энциклопедия в 15 томах. Т.3, кн.1. «Брестская область». Под научной редакцией А.И. Лакотки. - Мн.: БелЭн, 2006). В 1909 году в имении проживало 4 человека и 210 человек в деревне. Число дворов в имении - 1, в деревне - 41 («Список населенных мест Минской губернии, составленный В.С. Ярмоловичем». Минск. 1909 год, л.128). По данным Похозяйственных книг, хранящихся в Городищенском сельском совете в деревне Мостытычи: в 1959 году - 201 житель; в 1998 году - 32 двора и 39 жителей; в 2005 году - 18 дворов и 27 жителей; в 2018 году в деревне проживало 9 жителей в 7 дворах. В 2020 году насчитывалось 7 жителей в 5 дворах. В 2025 году 5 дворов и проживает 5 жителей, 20 домов используются как дачи. 

## Известные уроженцы
- Чертко, Николай Константинович — геохимик, почвовед, доктор географических наук, профессор.